# 尼華卡利
尼華卡利（Chidiebere Nwakali，1996年12月26日—）是尼日利亞的職業足球運動員，司職防守中場，現由英格蘭足球超級聯賽曼城租借至西班牙足球乙級聯賽赫罗纳。

## 外部連結
- Ficha en Soccerway （页面存档备份，存于）
- Ficha en FIFA （页面存档备份，存于）
- Ficha en Transfermarkt （页面存档备份，存于）